# Albert Rust
Albert Rust (Mulhouse, 10 oktober 1953) is een voormalig Frans profvoetballer, die speelde als doelman gedurende zijn carrière. Hij kwam uit voor FC Sochaux-Montbéliard en Montpellier HSC. Hij stapte na zijn actieve loopbaan het trainersvak in.

## Interlandcarrière
Rust speelde één officiële interland voor de Franse nationale ploeg. Zijn eerste en enige cap behaalde hij tijdens het WK voetbal 1986, toen hij in de basis stond in de met 4-2 gewonnen troostfinale tegen België op 28 juni 1986. Twee jaar eerder won hij de gouden medaille met Frankrijk bij de Olympische Spelen in Los Angeles, Californië.

## Erelijst
Frankrijk
- Olympische Spelen

1984
 Montpellier HSC
- Coupe de France

1990